# Grecs pòntics
Els grecs pòntics, o simplement els pòntics (en grec: Πόντιοι o Έλληνες του Πόντου; en turc: Pontus Rumları), són un grup ètnic originari de la regió del Pont, una regió costanera de la mar Negra, però alhora instal·lats principalment a Grècia i a Nord-amèrica. Parlen tradicionalment en grec pòntic, una forma del grec koiné que, a causa de l'aïllament del Pont, ha evolucionat de forma diferent al grec actual.
Hi ha qui també inclou en aquest grup altres comunitats gregues pròximes, com ara els grecs del nord de la mar Negra (Ucraïna i Rússia) i de Geòrgia.
La comunitat pòntica, establerta des de temps molt antics a les costes de la mar Negra, ha minvat ràpidament en els darrers anys a causa de l'assimilació i l'aculturació amb la cultura dels països on viuen, sobretot després del genocidi grec pòntic al final de l'Imperi Otomà.

## Mapa històric

Colònies gregues del Pont Euxí (Mar Negra), del segle al aC

## Població
Actualment, degut al gran nombre de matrimonis mixtos, és impossible establir el nombre exacte de pòntics. Després de 1988, els grecs pòntics de la Unió Soviètica van començar a emigrar cap a Grècia, i es van establir a Atenes i el seu entorn, a Tessalonica i, sobretot, a Macedònia. La gran majoria dels grecs els anomena, per raó del seu origen, "russos pòntics" (Ρωσσοπόντιοι).
Les majors comunitats de grecs pòntics (o dels seus descendents) per tot el món són:
- Grècia >2.000.000
- Estats Units ~200.000
- Alemanya ~100.000
- Rússia ~98.000
- Ucraïna ~91.500
- Austràlia ~56.000
- Canadà ~20.000
- Geòrgia ~15.166
- Kazakhstan ~12.703
- Uzbekistan ~9.500
- Armènia ~2.000
- Síria <1.000

## Curiositats
El director de cinema Constantinos Giannaris mostra, a la seva pel·lícula Από την άκρη της πόλης ("Des del capdamunt de la ciutat"), parlada en grec estàndard, pòntic i rus, la vida d'un jove "rus pòntic" originari del Kazakhstan en el món de la prostitució a Atenes.